# Trichoferus antonioui
Trichoferus antonioui  (лат.) — вид жесткокрылых насекомых семейства усачей (Cerambycidae).

## Распространение
Распространён на Кипре.

## Описание
Жук длиной от 10 до 18 мм. Время лёта с августа по сентябрь.

## Развитие
Жизненный цикл вида длится два года. Кормовым растением являются Cistus creticus.